# Henry des Abbayes
Henry Robert Nicollon des Abbayes, né le 15 juillet 1898 à Vihiers (Maine-et-Loire) et mort le 21 mai 1974 à Rennes (Ille-et-Vilaine), est un professeur d'université et un botaniste lichénologue français.

## Biographie

### Éducation
Il obtient son baccalauréat à Poitiers en 1915. Il est ensuite mobilisé de 1917 à 1920. Il obtient le certificat de botanique générale à Poitiers en 1923, puis une licence en Sciences à Rennes en 1924. Il se marie en 1925.

### Carrière universitaire
Il se spécialise sur la végétation lichénique en Bretagne (1926-1930). Il obtient la licence d’enseignement de Sciences Naturelles (1931) et devient assistant à la faculté des Sciences de Rennes en Zoologie (1931-1933) puis en botanique (1933-1947).
Il soutient sa thèse de doctorat à Paris en 1934 sur La végétation lichénique du Massif Armoricain. De 1937 à 1958, il est chargé de l'enseignement de botanique à l'École de médecine et de pharmacie de Rennes. Il est nommé correspondant du Muséum national d'histoire naturelle en 1945.
Il devient maître de conférences (1947-1952) puis professeur de l'université de physique-chimie-biologie (titulaire de la chaire de botanique à l’Université de Rennes) en 1952.

### Lichen et herbier
Henry des Abbayes est un spécialiste des lichens, domaine dans lequel il demeure l'une des références. De 1930 à 1960, il établit un herbier sur ce sujet. Il est aussi connu pour une étude exceptionnelle de la flore de la Bretagne, ainsi que des traductions d’œuvres grecques et latines qui font actuellement référence dans de nombreux manuels scolaires.
La carrière scientifique de Des Abbayes est étroitement associée à la ville de Rennes, où un chemin porte son nom, et à la Bretagne.
Il est le descendant (arrière-petit-fils) de Pierre Nicollon des Abbayes.

## Publications scientifiques

### Botanique
- Contribution à l'étude des voies urogénitales mâles des tritons (batraciens urodèles), 1934 (thèse complémentaire)
- Quelques phanérogames adventices de Bretagne, 1939 (vol. 1) et 1941 (vol. 2)
- Anatomie-Cycles évolutifs Systématique (Masson, 1963).
- Flore et végétation du Massif Armoricain (Presses universitaires de Bretagne, 1971; réédition "Imprimerie H. des Abbayes", 2012).
- Précis de Botanique, I. Végétaux inférieurs (Masson, 1978).
- Flore et végétation du Massif Armoricain, 1971
- Anatomie-Cycles évolutifs Systématique, 1963
- Précis de Botanique, I. Végétaux inférieurs, 1978

### Lichens
- Sur les lichens : université d'Oslo, auteur : "Abbayes"
- Lichens récoltés en Loire-Inférieure et dans quelques localités de Vendée et Maine-et-Loire. (Herborisations de 1923 et 1924), 1925
- Observations sur les lichens marins et maritimes du massif armoricain (note préliminaire), 1932
- La végétation lichénique du Massif Armoricain (thèse principale de doctorat de 1934 ; prix de Coincy en 1940)
- Traité de lichénologie (Paul Lechevallier, 1951)
- La végétation lichénique du massif armoricain (Oberthur, 1934)
- Révision monographique des Cladonia du sous-genre Cladina (Lichens), 1939
- Traité de lichénologie, 1951 (préface de Roger Heim)
- Excursion phytogéographique dans l'Ouest armoricain... Excursion lichénologique en Bretagne, 1954

### Poésie
- Nature et rêveries : sonnets, 2009 (posthume)

## Traduction
- Virgile : Les Bucoliques, 1966 (traduction ; avant-propos de E. de Saint-Denis)
- Horace : Choix d'odes, 1970 (traduction en vers ; avant-propos de Jean Marmier,... Illustrations de Bernard des Abbayes)

## Hommages
- En 1932, Maurice Bouly de Lesdain lui dédie le champignon lichénisé Dermatocarpon abbayesii[3].